# Dired
Dired es el nombre  del primer editor de directorios visual, la versión que se describe aquí es la implementada en el editor de texto Emacs. Dired funciona en cualquier plataforma en la que funcione Emacs. Sus comandos son generalmente más modales que la mayor parte de los comandos de Emacs ya que Dired es un módulo que se ha especializado en la administración de archivos. Dired puede realizar toda clase de operaciones sobre ficheros, aunque se asemeja en su modo de operar y uso a administradores de archivos como Midnight Commander.

## Historia
La primera versión de Dired fue creada durante 1974 en el laboratorio de IA de Stanford (SAIL) por Stan Kugell como un programa independiente. Fue rápidamente después incorporado a Emacs y re-implementado en otros sistemas operativos. Sentó las bases sobre las que años después se diseñarían los exploradores modernos.

## Extensibilidad
Existen multitud de scripts escritos en Emacs Lisp que han sido desarrollados para extender las funcionalidades de Dired en Emacs. 
En combinación con Tramp es capaz de acceder a sistemas de ficheros remotos para editar archivos por medio de SSH, FTP, telnet y otros protocolos, así como es capaz de acceder a directorios como usuarios diferentes para editar archivos con permisos restringidos (como el acceso de administrador) en la misma sesión. También existen funciones que le hacen posible renombrar múltiples archivos por medio de búsqueda y reemplazo o aplicar expresiones regulares para seleccionar múltiples archivos.